# Canada Water
Canada Water ist ein Süßwassersee und Naturschutzgebiet in Rotherhithe (London) in den Docklands. Der Bahnhof Canada Water ist nach dem See benannt und liegt unmittelbar nördlich anschließend, während das Surrey Quays Shopping Centre im Süden an Canada Water anschließt.
Der See wurde nach dem früheren Canada Dock benannt, einem historischen Hafenbecken, dessen nördliches Drittel heute den See bildet. Der Rest wurde verfüllt. Das Canada Dock erhielt seinen Namen, weil dort vorwiegend Schiffe aus Kanada anlegten. Wie viele Einrichtungen der Docklands wurden auch die Surrey Commercial Docks, zu denen das Canada Dock gehörte, in den 1970er-Jahren geschlossen. In den 1980er-Jahren übernahm die London Docklands Development Corporation (LDDC) das Gelände und investierte kräftig in die Stadtentwicklung. Etwa die Hälfte des Canada Docks wurde verfüllt und das Surrey Quais Shopping Centre darauf erbaut. Ein Zierkanal, der Albion Channel (durch das heute verfüllte Albion Dock), entstand, der das Canada Water und das Surrey Water miteinander verbindet. Mit dem Aushub wurde der Stave Hill im nahegelegenen Russia Dock Woodland aufgeschüttet.

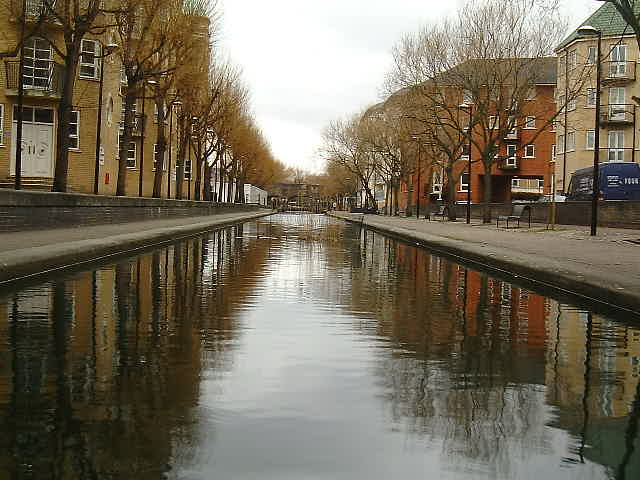
Der Albion Channel verbindet das Canada Water mit dem Surrey Water

Das Gelände um die Themse gentrifizierte schnell, und als die Jubilee Line 1999 verlängert wurde, verschob sich der Fokus auf das Gebiet direkt am See. Die Eröffnung des U-Bahnhofs Canada Water sorgte für einen guten Anschluss an den Öffentlichen Nahverkehr; Canary Wharf ist nur eine Station entfernt, Westminster weniger als 10 Minuten und Bond Street ungefähr 15 Minuten.
Der größte Teil des Geländes wird gerade grundlegend umgebaut. Es gibt neue Wohnbebauung, eine neue Bibliothek, Cafés und Restaurants, Freizeitsporteinrichtungen am See und sogar die Einrichtung einer Ladenstraße ist geplant.
Canada Water ist der einzige Süßwassersee in den Docklands. Während der Umbauarbeiten Anfang der 1980er-Jahre wurde ein Teil der Sperrschicht beschädigt und das Wasser verschmutzt. Die LDDC reparierte den Schaden und stellte die Wasserqualität wieder her. Das Wasserzufluss sollte durch eine Rohrverbindung zu den gefluteten Tunneln der Londoner U-Bahn sichergestellt werden, aber das Wasser konnte aus hygienischen Gründen nicht verwendet werden. Nun versuchte man, Wasser von der Themse her einzuleiten, aber die benötigte Menge wäre für die damaligen Verhältnisse zu groß gewesen. Schließlich ergaben Nachforschungen des Gartenarchitekten Fraser Borwick, dass man früher Grundwasser für verschiedene Industrieprozesse mittels Windkraft abpumpte. Bei der Prüfung der Bohrlöcher der Baugesellschaft der Jubilee Line stellte man fest, dass dort große Mengen Trinkwasser vorhanden waren, und so wurde eine 80 m tiefe Bohrung durchgeführt. Das Bohrloch wurde auf 60 m Tiefe verrohrt und die verbleibenden 20 m verlaufen im Kreidefelsen. Das Wasser wird mit einer windkraftbetriebenen Pumpe heraufgeholt und sorgt dafür, dass der See stets mit Süßwasser aufgefüllt ist.